# Anna Gifty Opoku-Agyeman
Anna Gifty Opoku-Agyeman (nacida en 1995/1996) es una activista y escritora estadounidense nacida en Ghana. Es cofundadora y directora ejecutiva de The Sadie Collective, así como cofundadora y coorganizadora de Black Birders Week.

## Temprana edad y educación
Opoku-Agyeman nació en Kumasi, Ghana y se mudó a los Estados Unidos cuando era niña.
Opoku-Agyeman se graduó de la escuela diurna de la parroquia de San Juan en Ellicott City, Maryland en 2007, y de la Glenelg Country School, también en la ciudad de Ellicott, en 2014. En 2019, obtuvo una licenciatura en matemáticas con una especialización en economía de la Universidad de Maryland, condado de Baltimore. Como estudiante universitaria, Opoku-Agyeman fue becaria en el programa Meyerhoff y  MARC U*STAR Scholar del NIH, y se matriculó en el UMBC Honors College.
Después de graduarse de la universidad, Opoku-Agyeman asistió al programa de capacitación de verano de la Asociación estadounidense de economía, cuyo objetivo es aumentar la diversidad en la economía "mediante la preparación de estudiantes universitarios talentosos para programas de doctorado en economía y disciplinas relacionadas". Luego pasó el año académico 2019-2020 inscrita en el programa de posgrado de la Iniciativa Académica de Investigación de la Universidad de Harvard. 

## Carrera
Mientras Opoku-Agyeman estaba en el programa de posgrado de Harvard, fue asistente de investigación de un profesor de economía en la Escuela de Educación de Graduados de Harvard y al mismo tiempo estaba afiliada a la Oficina Nacional de Investigación Económica.

### El colectivo Sadie
En 2018, Opoku-Agyeman y Fanta Traore cofundaron una organización sin fines de lucro llamada The Sadie Collective, que tiene como objetivo aumentar la representación de las mujeres negras en campos cuantitativos como la economía, la ciencia de datos y las políticas públicas a través de tutoría y programación, específicamente anfitrión de la Conferencia anual de Sadie Tanner Mossell Alexander para economía y campos relacionados. Opoku-Agyeman es el CEO de la organización. Varios de sus trabajos publicados y artículos en los medios, que abogan por el avance y la inclusión de las mujeres negras en la economía, han sido el resultado de la colaboración con Lisa D. Cook, profesora de economía y relaciones internacionales en la Universidad Estatal de Míchigan.

### Black Birders Week
En 2020, Opoku-Agyeman cofundó y coorganizó Black Birders Week, una serie de eventos en línea organizados para resaltar y celebrar a los observadores de aves negras, naturalistas y entusiastas del aire libre. Su objetivo era mejorar la visibilidad de las personas negras en situaciones no estereotipadas y abogar por las organizaciones científicas para que brinden a las personas negras la plataforma y los recursos para participar en actividades de participación y divulgación. Además, la Semana inaugural de Black Birders produjo contenido en colaboración con la Sociedad Nacional Audubon y el Acuario de la Bahía de Monterey.

## Publicaciones Seleccionadas

### Publicaciones académicas
- Campbell, Petreena S.; Mavingire, Nicole; Khan, Salma; Rowland, Leah K.; Wooten, Jonathan V.; Opoku-Agyeman, Anna; Guevara, Ashley; Soto, Ubaldo et al. (2019). «AhR ligand aminoflavone suppresses α6-integrin-Src-Akt signaling to attenuate tamoxifen resistance in breast cancer cells». Journal of Cellular Physiology 234 (1): 108-121. ISSN 0021-9541. PMC 6202151. PMID 30076704. doi:10.1002/jcp.27013.
- Opoku-Agyeman, Anna Gifty (2020). «The Impact of Early Childhood Malaria Risk on the Probability of School Delay in Ghana». UMBC Journal of Undergraduate Research 21: 47.

### Other publications
- Cook, Lisa D. (30 de septiembre de 2019). «'It Was a Mistake for Me to Choose This Field'».
- Opoku-Agyeman, Anna Gifty (13 de abril de 2020). «Do black economists matter? The media erasure of black economic voices hurts the hardest-hit communities by the pandemic and society at large».
- Jones, Kayla (17 de abril de 2020). «The Future of Economics Depends on the AEA Summer Program». Archivado desde el original el 5 de junio de 2020. Consultado el 15 de julio de 2020.
- Opoku-Agyeman, Anna Gifty (28 de mayo de 2020). «Black Women Best: Economics Has a Diversity Problem, And Here's How It Affects Everyone».
- Francis, Dania (11 de junio de 2020). «Economists' Silence on Racism Is 100 Years in the Making».